# トリプトファニルアミノペプチダーゼ
トリプトファニルアミノペプチダーゼ(Tryptophanyl aminopeptidase、EC 3.4.11.17)は酵素である。以下の化学反応を触媒する。
N末端のトリプトファンを選択的に遊離する。
トリコスポロン属のTrichosporon cutaneum 由来のこの酵素は、L-トリプトファンアミドに対しても作用する。